# 크리스토프 회네
크리스토프 회네(독일어: Christoph Höhne, 1941년 2월 12일 ~ )는 동독의 전직 육상 선수이다. 그는 1960년대와 1970년대에 50km 경보에 참가했다. 그는 막스 베버의 지도를 받았다.
회네는 멕시코시티에서 열린 1968년 하계 올림픽에서 금메달을 획득했고 1964년과 1972년 올림픽에 출전했다. 그는 1972년 뮌헨 하계 올림픽에서 스포츠 냉전의 에피소드에 참가했다. 경주 전날 저녁에, 동독 당국은 그가 50km 경보 경주 도중에 망명하고 싶어서 익명의 팁을 받았다. 그들은 주장을 믿지 않았지만, 회네는 무기력한 출발 선에 가서 14위를 했다.
회네는 유럽 선수권 대회에서 2번 (1969년, 1974년)우승했다.
은퇴한후, 그는 사진을 연구했고 동독에서 잘 알려진 스포츠 사진 작가가 되었다.

## 참조
- sports-reference